# Léonie Sazias
Léonie Sazias (Rotterdam, 27 juli 1957 – Hilversum, 3 oktober 2022) was een Nederlands parlementslid, beeldend kunstenares en tv-presentatrice.

## Jeugd en opleiding
Sazias was de dochter van een Franse vader en een Nederlandse moeder. Kort na haar geboorte verhuisde zij met haar ouders en oudere zus naar Soest, waar zij haar jeugd doorbracht. Sazias deed de havo en de kunstacademie en haalde daarna een akte voor het lesgeven in handenarbeid en textiele werkvormen.

## Carrière

### Televisie
In 1980 reageerde ze op een oproep van Veronica, die op zoek was naar een nieuwe omroepster. Toen zij tot haar verrassing bij de screentest werd uitgekozen uit achtduizend jonge vrouwen, koos zij voor een carrière in de televisiewereld. Eerst ging ze aan het werk bij Veronica, later ook bij de AVRO, TROS, RTL 4 en Fox. Ze presenteerde diverse programma's, waaronder in 1985 en 1986 talkshow Ruud en Leonie bij de AVRO met Ruud ter Weijden en – haar grootste succes – De Ojevaarsjo en Dierenmanieren, het laatste samen met Martin Gaus.

### Radio
Vanaf 1981 tot medio 1989 was Sazias o.a. ook actief als producer voor Veronica tijdens de woensdaguitzendingen op eerst Hilversum 1 en later Radio 2 en vanaf 6 december 1985 op de volle vrijdag op Radio 3.
Van 13 oktober 2008 tot december 2012 was Sazias te horen bij Omroep MAX op NPO Radio 5, waar ze van maandag t/m vrijdag van 06.00 tot 10.00 uur Wekker-Wakker! presenteerde, samen met Henk Mouwe. Ze volgde in 2008 Martine van Os op, die voor de televisie Tijd voor MAX ging presenteren, samen met Sybrand Niessen. In december 2012 werd Sazias bij Wekker-Wakker! opgevolgd door Myrna Goossen.

### Kunstenares
Sazias had een eigen atelier, waar ze deed aan beeldhouwen, houtsnijden, tekenen, schilderen en meubelmaken. Tevens zong en acteerde ze in De Kleuterspecial en werkte ze van 1994 tot 1998 mee aan het door haar man geschreven Haasje en Rammelaar. Ze vervaardigde beeldende kunst onder de artiestennaam Navaya.

### Politiek

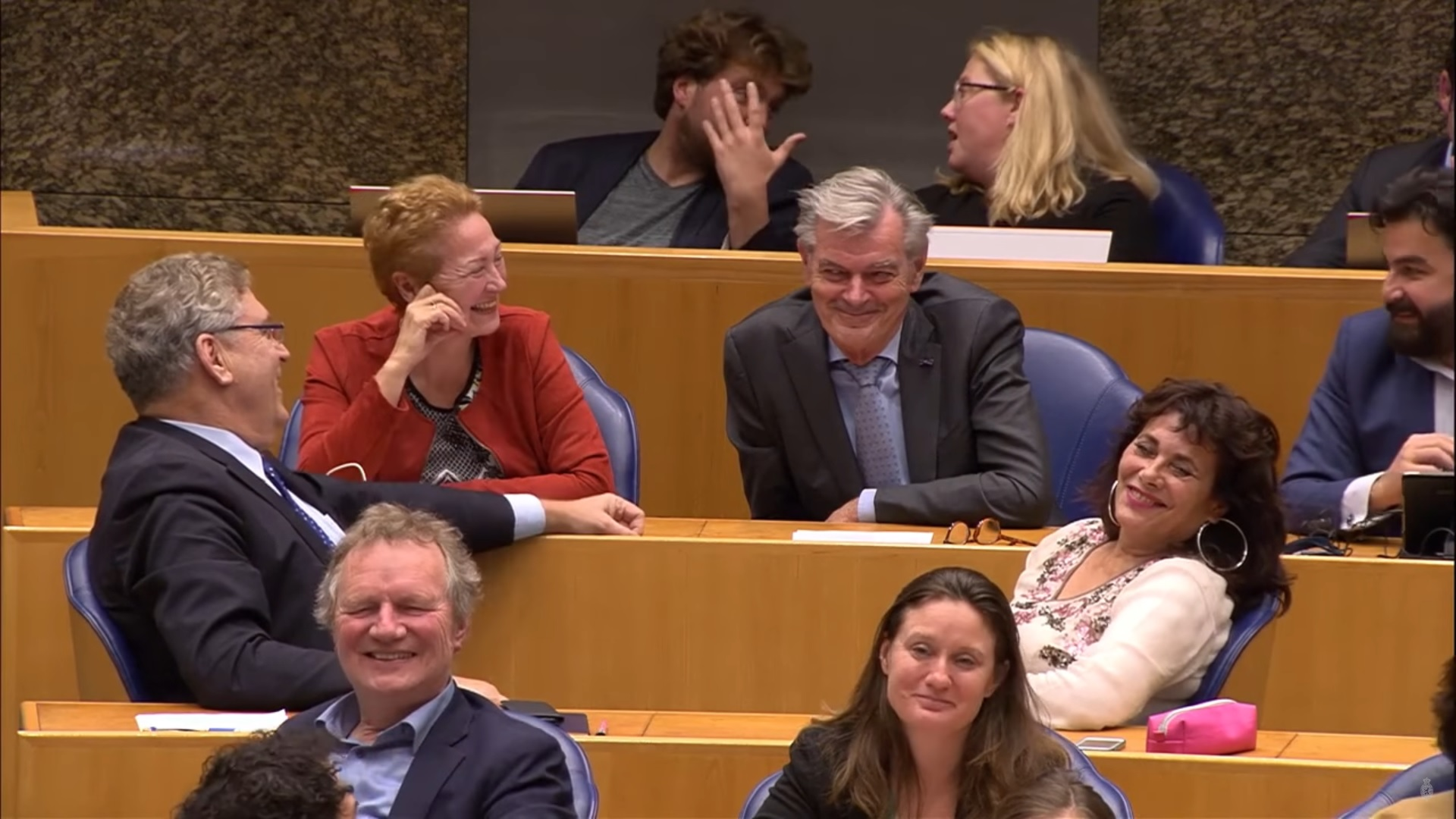
De 50PLUS-Kamerleden na de Tweede Kamerverkiezingen van 2017. Op de middelste rij Henk Krol en Sazias. Daarachter Corrie van Brenk en Martin van Rooijen.

In haar woonplaats Hilversum nam zij deel aan de gemeenteraadsverkiezingen van maart 2006 voor de Democratisch Liberale Partij Hilversum (DLPH). Ze werd aanvankelijk niet verkozen, omdat ze op de tweede plaats stond en haar partij maar één zetel in de gemeenteraad wist te bemachtigen. In september 2006 kwam ze echter alsnog in de Hilversumse gemeenteraad, nadat het zittende raadslid uit de politiek stapte. Bij de gemeenteraadsverkiezingen van 2010 was Sazias lijsttrekker voor Hart voor Hilversum (HvH), een fusiepartij van de HvH en de DLPH. De partij behaalde drie zetels en Sazias werd fractievoorzitter. In 2014 behaalde ze als lijsttrekker van Hart voor Hilversum zes zetels. In 2015 nam Sazias deel aan de Provinciale Statenverkiezingen in Noord-Holland als lijsttrekker van Hart voor Holland. Deze partij behaalde geen zetels.
Op 14 november 2016 werd bekend dat Sazias op plaats twee van de lijst van 50PLUS voor de Tweede Kamerverkiezingen van 2017 stond. Zij stond daarmee direct onder lijsttrekker Henk Krol. Eerder werkte ze met bijzonder hoogleraar David Pinto aan een nieuwe politieke partij: LEF. Ze werd daarbij genoemd als lijsttrekker.
Tijdens de verkiezingscampagne voor 50PLUS in 2017 kon Sazias niet actief meedoen; er werd darmkanker bij haar geconstateerd. Sazias wist ruim 51.000 voorkeurstemmen te halen. Nadat 50PLUS in maart dat jaar in de Tweede Kamer vier zetels had behaald, vertegenwoordigde ze deze partij vanaf 23 maart in de Tweede Kamer. In november 2018 ging zij met ziekteverlof. Ze keerde op 26 juni 2019 terug in de Kamer. Ondanks dat ze door 50PLUS op de concept-kandidatenlijst voor Tweede Kamerverkiezingen 2021 was geplaatst, besloot ze af te zien van nog een termijn. Op aandringen van de kiescommissie en lijsttrekker werd ze wel lijstduwer.
Eind maart 2021 verliet ze de Tweede Kamer. Bij haar afscheid werd zij benoemd tot Ridder in de Orde van Oranje-Nassau.

## Privéleven en overlijden
Sazias was getrouwd en had drie kinderen. Op 3 oktober 2022 overleed ze op 65-jarige leeftijd. Ze leed al enkele jaren aan darmkanker.
- International Standard Name Identifier: 0000 0003 9534 3382
- MusicBrainz: cb8f0204-35b5-4302-af72-ef3f838f5d34
- Nederlandse Thesaurus van Auteursnamen: 072625929
- Parlement.com: vk96j4w7f5x0
- Virtual International Authority File: 290022445
- WorldCat: E39PBJhmH7xkhD6r8wFkwf9hpP